# Вільям Купер
Ві́льям Ку́пер, інколи Ві́льям Ка́упер (англ. William Cowper; 20 листопада, за іншими даними 26 листопада 1731 — 25 квітня 1800) — англійський поет і правник, один з найяскравіших представників сентименталізму в англійській поезії XVIII сторіччя.

## Життєпис

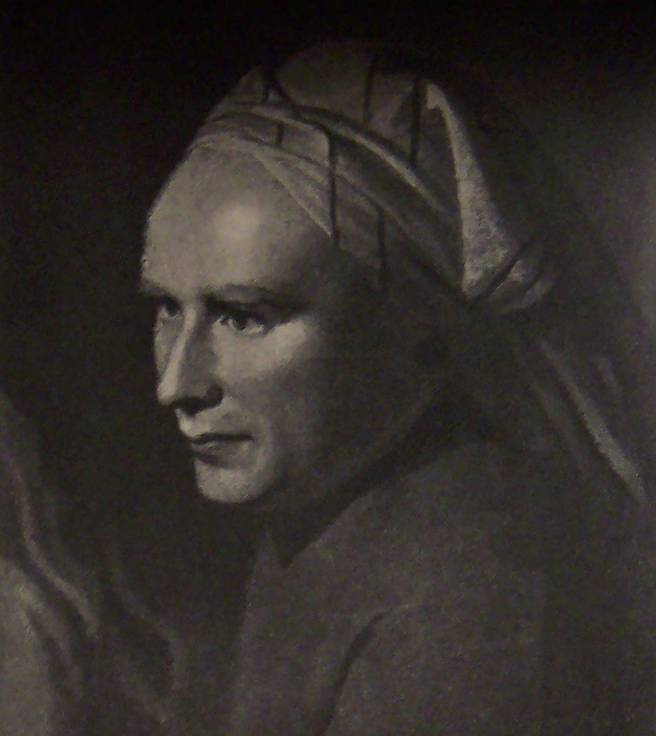
Вільям Купер

Народився в родині священика. Виховувався у Вестмінстерській школі: проживав самотньо, основою його характеру була меланхолія. Невдале кохання Вільяма Купера «Генріаду» Вольтера, пише ліричні вірші та релігійні гімни. У 1774 році вийшов його перший збірник, не ставши успішним. У 1785 році вийшла його книга: «The Task», яка зобразила оптимістичний настрій поета, завдяки знайомству з леді Остен.
Цим збірником Купер склав літературний образ. У поезіях зображав любов до природи, супротив проти риторичної поезії Александра Попа, що поставило Купера в один ряд з Вільямом Вордтсвортом, і представниками англійського відродження початку XIX століття. Опісля впадає у депресію та помирає. Вже після смерті, у 1803 році виходить збірка його творів (с біографією Гейлея)).
Купер використовував містичні твори мадам Гюйон, під впливом квієтизму.
Український переклад поезії Вільяма Купера здійснив Павло Грабовський, опублікована у збірці «Доля» в 1897 році.